# Arminia Ochtrup
Arminia Ochtrup (offiziell: Sportclub Arminia Ochtrup von 1912 e.V.) ist ein Sportverein aus Ochtrup im münsterländischen Kreis Steinfurt. Die erste Fußballmannschaft spielte ein Jahr in der höchsten westfälischen Amateurliga. Die erste Mannschaft der Tischtennisabteilung stieg 2023 in die Regionalliga auf und schaffte seitdem zweimal den Klassenerhalt. 

## Geschichte
Der Verein wurde im Jahre 1912 gegründet und bietet die Sportarten Basketball, Bogenschießen, Handball, Judo, Karate, Leichtathletik, Schwimmen, Tischtennis, Turnen und Volleyball an. Zum 1. Januar 2008 hatte der Verein rund 2400 Mitglieder. Die Fußballer der Arminia trugen ihre Heimspiele im FansationSport-Stadion aus. Bis 2014 hieß die Spielstätte Stadion am Schulzentrum.
Die Fußballer stiegen im Jahre 1946 in die Bezirksklasse Emsland auf und wurden auf Anhieb Vizemeister hinter Eintracht Nordhorn. In der folgenden Saison 1947/48 sicherte sich die Arminia die Meisterschaft und den Aufstieg in die Landesliga, die seinerzeit die höchste Amateurliga Westfalens darstellte. Als Drittletzter der Saison 1948/49 verpasste die Mannschaft den Klassenerhalt und musste zurück in die Bezirksklasse. Drei Jahre später stiegen die Ochtruper in die Kreisklasse ab. Der Wiederaufstieg gelang erst im Jahre 1958.
Nach mehreren Jahrzehnten in unteren Ligen gelang der Arminia im Jahre 2005 der erneute Aufstieg in die Landesliga, dem allerdings der direkte Wiederabstieg folgte. Im Jahre 2009 stieg die Mannschaft auch aus der Bezirksliga ab. Nach einer Vizemeisterschaft hinter Germania Hauenhorst gelang 2011 die Rückkehr in die Bezirksliga. Dort hatte die Arminia Pech. Aufgrund einer Ligenreform stiegen fünf statt normalerweise drei Mannschaften ab. Die Ochtruper verpassten den Klassenerhalt nur durch die schlechtere Tordifferenz gegenüber dem TuS Altenberge. Seitdem spielte die Arminia in der Steinfurter Kreisliga A.
Am 19. Juni 2023 wurde die Bogensportabteilung gegründet.

## Persönlichkeiten
- Jan Chorushij
- Nelson Gonçalves da Costa
- Lukas Frenkert
- Alfred Post
- Philip Röhe
- Paul Schomann
- Alvaro Zalla

## Nachfolgeverein FSV Ochtrup
Die Fußballabteilung des SC Arminia Ochtrup spaltete sich im September 2017 vom restlichen Verein ab und bestand vorübergehend als 1. FC Arminia Ochtrup. Im Juli 2018 gründete dieser mit nahezu der gesamten Jugendabteilung des FC Lau-Brechte den FSV Ochtrup. Unter diesem Namen startete der FSV in der Steinfurter Kreisliga A.
Heimspielstätte des FSV Ochtrup ist das Intersport Stadion, welches zuvor als Stadion im Schul- & Sportzentrum Ochtrup bekannt war. Das Stadion bietet Platz für 7500 Zuschauer und es wird auf Naturrasen gespielt.